# 耿姓
耿姓為中文姓氏之一，在《百家姓》中排第350位。

## 姓源
「耿」姓源出有三：
1、以封地、国、邑为姓
《元和姓纂》载，商时侯国有耿，位于今天的山西省龙门县南，后为晋所灭，以国为氏。

《姓氏考略》、《史記·殷本紀》及《辞源》等载，商时祖乙把国都从相迁到邢，邢的读音，古代读做耿。耿位于今天的河南温县东），盘庚自耿迁亳，迁都后，一部分没有跟随他南迁留居耿的人以邑为氏。
《通志·氏族略·以国为氏》载，春秋耿国（一名耿乡城，故城位于今天的山西河津东南），后亡于晋国，耿国子孙奔楚为大夫，以国为氏。后晋献公将耿地封给赵夙，赵氏后人也姓耿。
2、出自姬姓，
周室封同姓人——「姬」姓于耿国。居耿国的人以国为氏。
3、出自他族或他族改姓。清高丽人姓，世居博川郡；清满洲人姓，世居沈阳；裕固族各尔格兹氏汉姓为耿；羌族耿家志，后改姓耿；今满、蒙古、土家、锡伯等民族均有此姓。

## 延伸阅读
[在维基数据编辑]
 《百家姓》
 《欽定古今圖書集成·明倫彙編·氏族典·耿姓部》，出自陈梦雷《古今圖書集成》